# Дубнов, Яков Семёнович
Я́ков Семёнович Дубно́в (30 ноября 1887, Мстиславль, Могилёвская губерния — 13 декабря 1957, Саратов) — российский и советский математик, доктор физико-математических наук (1936), профессор (1936).

## Биография
Родился в городе Мстиславле Могилевской губернии в семье историка, публициста и общественного деятеля, одного из классиков и создателей научной истории еврейского народа, Семёна Марковича Дубнова. В 1891 году семья переехал в Одессу. В 1902 году поступил в одесскую классическую гимназию. В 1906 году окончил гимназию и поступил на физико-математический факультет Императорского Новороссийского университета, где специализировался по математике, под руководством профессоров В. Ф. Кагана и С. О. Шатуновского. В 1910 году получил серебряную медаль за сочинение на тему, предложенную факультетом. В том же году, за участие в студенческих антиправительственных выступлениях был исключен из университета, отбыл два месяца тюремного заключения и был выслан в Вильно под надзор полиции.
В 1913 году получил разрешение временно вернуться в Одессу для сдачи экстерном государственных экзаменов, получил диплом первой степени и снова был
выслан в административном порядке из Одессы. В 1914 году, из-за недосмотра полиции, поселился в Москве по подложным документам.
В июне 1914 году начал преподавание математики на частных общеобразовательных курсах. С начала 1918 году, продолжая преподавание, был консультантом Отдела реформы школы Наркомпроса и участвовал в составлении первых вариантов программ по математике для единой трудовой школы. В 1919—1920 годы провел год в Спас-Деменске Калужской губернии, где преподавал математику в средней школе.
В начале 1920 года вернулся в Москву и преподавал математику на рабфаке Московского государственного университета до 1923 года. С 1921 по 1929 год преподавал высшую математику в Московском электротехническом институте связи имени В. Н. Подбельского, последние два года в должности доцента.
С 1923 по 1928 год проходил аспирантуру в МГУ, завершившуюся диссертацией «Теория прямолинейных конгруенций»; после установления ученых степеней получил за эту диссертацию степень кандидата физико-математических наук.
С 1923 по 1937 год преподавал математику в педагогическом факультете 2-го МГУ. В 1930 году во Втором Московском государственном университете был утвержден постановлением Государственного Ученого Совета и. о. профессора. С 1928 по 1952 год работал в Московском государственном университете, где в 1931 году постановлением Государственного Ученого Совета был назначен действительным членом научно-исследовательского института математики и механики (НИИММ МГУ) с окладом профессора. По представлению этого института, ВАК Наркомпроса Дубнову 1 февраля 1936 года была присвоена ученую степень доктора физико-математических наук без защиты диссертации и ученое звание действительного члена НИИММ МГУ.
С утверждением кафедр, состоял профессором кафедры дифференциальной геометрии по октябрь 1948 года, когда по сокращению штата кафедры был переведен на должность старшего научного сотрудника НИИММ МГУ, однако, оставаясь в кафедре дифференциальной геометрии, продолжая преподавание на почасовой оплате. Из-за упразднения звания действительного члена НИИ, ученый совет механико-математического факультета МГУ в закрытом голосовании представил Дубнова к званию профессора, а Ученый Совет МГУ утвердил это избрание и передал в ВАК МВО. Однако, эта комиссия не приняла дела к рассмотрению на том основании, что в кафедре дифференциальной геометрии отсутствует профессорская вакансия.
В ноябре 1941 года Дубнов был вместе с младшей дочерью эвакуирован Московским государственным университетом сначала в Ашхабад, затем в Свердловск. В июне 1943 года был реэвакуирован.
В начале 1952 года в НИИММ МГУ была упразднена должность старшего научного сотрудника, из-за этого Дубнов перестал работать в МГУ. По совместительству с этой работой, после прекращения преподавания в Московском государственном пединституте, работал в ряде учреждений педагогического уклона:
1. в Загорском учительском институте (заведующий кафедры математики в 1940-41 годы),
2. в Московском городском институте усовершенствования учителей (лектор в 1938-39 годы и в 1947-49 годы),
3. в научно-исследовательском институте методики преподавания Академии педагогических наук (старший научный сотрудник в 1946-48 годы) и др.

В 1952 году уехал в Сыктывкар к жене, которой разрешили жить в этом городе с этого года. Супруги жили в Сыктывкаре в общежитии. Дубнов преподавал в Коми государственном педагогическом институте. В 1954 году жене Якова Семёновича разрешили выехать в Москву, и семья Дубновых уехала из Сыктывкара в августе 1954 года.
В конце 1957 года начали выходить выпуски второй серии «Математического просвещения», одним из энтузиастов, которому издание «Математического просвещения» было обязано своим возрождением, был Яков Семёнович Дубнов. При его непосредственном участии были подготовлены три выпуска «Математического просвещения».
В декабре 1957 года Якову Семёновичу исполнялось 70 лет. После юбилея он поехал в Саратов для чтения лекций. Где после одной из лекций умер. Похоронен в Москве на Новодевичьем кладбище.

## Семья
Жена — Бася Ароновна Дубнова (1887—1959), член ВКП(б) с 1917 года, врач-терапевт, кандидат медицинских наук, была репрессирована в 1936 году, наказание отбывала сначала в Красноярском крае, позже на поселении в Княжпогосте в Коми АССР, а затем в Сыктывкаре до 1954 года. Реабилитирована, умерла в Москве и была похоронена на Новодевичьем кладбище рядом с могилой мужа.
Две замужние дочери, преподавательницы математики и физики, проживали в Москве, из них младшая со своей семьей вместе с Яковом Семёновичем.

## Общественная работа
Работал в профсоюзных органах. В частности, в 1919-20 годы был председателем Районного бюро союза работников просвещения в городе Спас-Деменске; в 1934 году был председателем бюро секции научных работников в НИИММ МГУ. Был выборным членом бюро школьной секции Московского математического общества.

## Научная деятельность
Под руководством Дубнова проходили аспирантуру и защитили кандидатские диссертации 7 человек (один из них доктор). В разное время к Дубнову были прикомандированы 5 человек из провинции; из них 4 человека защитили кандидатские диссертации, один подготовил ее.
Дубновым было опубликовано 27 научных работ, 3 учебника для высшей школы (из них один в 10 изданиях, второй в 4-х), 4 статьи по вопросам методики
преподавания, несколько десятков статей в первом и втором издании БСЭ. Одна из книг Дубнова «Ошибки в геометрических доказательствах» была переведена на чешский язык и издана в Праге в 1954 году и на немецкий язык и издана в Берлине в 1958 году.

### Книги
- Задачи и упражнения по дифференциальному исчислению / Я. С. Дубнов ; Под ред. проф. И. И. Жегалкина. — Москва ; Ленинград : Гос. изд-во, 1927 (М. : 1-я Образцовая тип.). — 312 с. : черт.; 24х16 см. — (Пособия для высшей школы).
- Задачи и упражнения по дифференциальному исчислению / Под ред. проф. И. И. Жегалкина. — 2-е изд., стер. — Москва ; Ленинград : Гос. изд-во, 1929 (М. : 1-я Образцовая тип.). — 312 с. : черт.; 23х16 см.
- Задачи и упражнения по дифференциальному исчислению / Под ред. проф. И. И. Жегалкина. — 3-е изд., стер. — Москва ; Ленинград : Гос. изд-во, 1930 (М. : 1-я Образцовая тип.). — 312 с. : черт.; 23х15 см.
- Задачи и упражнения по дифференциальному исчислению / Я. С. Дубнов ; Под ред. проф. И. И. Жегалкина. — 4-е изд. — Москва ; Ленинград : Огиз — Гос. науч.-техн. изд-во, 1931 (М. : тип. Мысль печатн.). — черт.; 21х14 см. — (Пособия для высшей школы).
- Задачи и упражнения по дифференциальному исчислению / Я. С. Дубнов. — 5-е изд. — Москва ; Ленинград : Гос. техн.-теоретич. изд-во, 1932 (М. : тип. «Образцовая»). — Обл., 312 с., включ. т. л. : черт.; 24х16 см.
- Основы векторного исчисления / Я. С. Дубнов. — Москва ; Ленинград : ГТТИ, 1933 (М. : ф-ка книги «Красный пролетарий»). — 1 т.; 25х16 см.

Ч. 1: Векторная алгебра . — 1933. — Обл., 212 с. : черт.
- Основы векторного исчисления… : Допущено Ком том по высш. техн. образ. при ЦИК СССР в качестве учебника (учеб. пособия для втузов) на 1933 г. / Я. С. Дубнов. — 2-е изд. — Москва ; Ленинград : Гос. техн.-теоретич. изд-во, 1933 (Л. : тип. им. Бухарина). — 1 т.; 23х15 см.
- Введение в аналитическую геометрию : Допущено Наркомпросом РСФСР / Проф. Я. С. Дубнов. — Москва : Гос. учеб.-пед. изд-во, 1934 («Образцовая» тип. и 17 ф-ка нац. книги треста «Полиграфкнига»). — Переплет, 101, [2] с. : черт.; 23х15 см.
- Задачи и упражнения по дифференциальному исчислению : Допущено в качестве учеб. пособия в 1934 г. Всес. ком-том по высш. техн. образ. при ЦИК СССР / Я. С. Дубнов. — 7-е изд. — Москва ; Ленинград : Гос. техн. теоретич. изд-во, 1934 (Л. : тип. «Кр. печатник»). — Переплет, 312 с. : черт.; 23х15 см.
- Задачи и упражнения по дифференциальному исчислению / Я. С. Дубнов. — 8-е изд. — Москва ; Ленинград : Онти. Глав. ред. техн.-теоретич. лит-ры, 1937 (Ленинград : тип. им. Евг. Соколовой). — Переплет, 240 с. : черт.; 23х15 см.
- Основы векторного исчисления. Ч. 1. Вектор. алгебра. Элементы вектор. анализа : Допущено ВКВШ при СНК СССР в качестве учебника для студентов гос. ун-тов и в качестве учеб. пособия для студентов пед. ин-тов и высших тех. учеб. заведений. — 3-е изд., перер. и доп. — Москва ; Ленинград : Гос. изд. тех.-теорет. лит-ры, 1939 (Ленинград). — 332 с.; 23 см.
- Задачи и упражнения по дифференциальному исчислению . — 9-е изд. — Красноуфимск : Гостехиздат, 1942 (Свердловск). — 24 с. : черт.; 23 см. * Основы векторного исчисления / Я. С. Дубнов. — 4-е изд., перераб. — Москва ; Ленинград : Гос. изд-во техн.-теорет. лит., 1950—1952 (Ленинград : тип. им. Евг. Соколовой). — 2 т.; 23 см.

Ч. 1: Векторная алгебра ; Элементы векторного анализа. — 1950. — 368 с. : черт.
- Основы векторного исчисления / Я. С. Дубнов. — 4-е изд., перераб. — Москва ; Ленинград : Гос. изд-во техн.-теорет. лит., 1950—1952 (Ленинград : тип. им. Евг. Соколовой). — 2 т.; 23 см.
- Ошибки в геометрических доказательствах . — Москва : Гос. изд-во техн.-теорет. лит., 1953. — 68 с. : черт.; 20 см. — (Популярная лекция по математике; Вып. 11).
- Ошибки в геометрических доказательствах . — 2-е изд. — Москва : Гостехиздат, 1955. — 68 с. : черт.; 20 см. — (Популярные лекции по математике; Вып. 11).
- Введение в аналитическую геометрию : Пособие для самообразования. — 2-е изд. — Москва : Физматгиз, 1959. — 139 с. : черт.; 20 см.
- Ошибки в геометрических доказательствах . — 3-е изд., стер. — Москва : Физматгиз, 1961. — 68 с. : черт.; 20 см. — (Популярные лекции по математике; Вып. 11).
- Измерение отрезков / Под ред. и с доп. И. М. Яглома. — Москва : Физматгиз, 1962. — 100 с. : черт.; 20 см. — (Математическая б-чка).
- Беседы о преподавании математики / [Сост., ред. и вступ. статья, с. 5-25, И. М. Яглома]. — Москва : Просвещение, 1965. — 236 с., 1 л. портр. : черт.; 22 см.
- Ошибки в геометрических доказательствах . — 4-е изд. — Москва : Наука, 1969. — 64 с. : черт.; 20 см. — (Популярные лекции по математике; Вып. 11).

на чешском
- Chyby v geometrických důkazech / J. S. Dubnov ; Přel. ing. Milan Ullrich. — Praha : Státní nakl. technické literatury, 1954. — 78 с. : ил.; 17 см. — (Populární přednášky o matematice; Sv. 10).

на немецком
- Fehler in geometrischen Beweisen / Von J. S. Dubnow ; Übers. aus dem Russ.: Gerhard Ränike. — Berlin : Dt. Verl. der Wiss., 1958. — 64 с. : ил.; 21 см. — (Kleine Ergänzungsreihe zu den Hochschulbüchern für Mathematik; 19).